# Siegfried Ernst von Ahlefeldt
Siegfried Ernst von Ahlefeldt (* 13. November 1721 in Lindau; † 7. Februar 1792 in Ratzeburg) war ein deutscher General der Infanterie des Königreich Hannover.

## Leben

### Herkunft
Siegfried Ernst war Angehöriger des schleswigschen Adelsgeschlechts Ahlefeldt. Seine Eltern waren der dänische Generalleutnant Balthasar von Ahlefeldt (1684–1752) und Sophie Hedwig, geb. [von] Wohnsfleth (1697–1728).

### Werdegang
Ahlefeldt war seit 1738 Fähnrich der braunschweig-lüneburgischen Armee. Im Jahr 1741 avancierte er zum Leutnant, nahm am Österreichischen Erbfolgekrieg teil und 1745 bzw. 1747 zum Kapitän. Weitere Beförderungen folgten: 1751 die zum Major und 1757 die zum Oberstleutnant. Mit seinem Aufstieg zum Oberst 1759 übernahm er als Nachfolger von Oberst Johann Heinrich von Fersen auch das 13. Infanterieregiment. Er nahm mit dem Regiment an der Schlacht bei Minden teil. Am Sieg der Alliierter 1761 in der Schlacht bei Vellinghausen soll er wesentlichen Anteil gehabt haben und stieg für sein Verhalten in der Schlacht bei Wilhelmsthal 1762 zum Generalmajor auf. Ahlefeldt wurde zum Kommandant von Ratzeburg avancierte 1772 zum Generalleutnant und schließlich 1788 zum General der Infanterie.
Ahlefeldt war Erbherr auf Steinhausen. Als solcher war er Mitunterzeichner des Landesgrundgesetzlichen Erbvergleiches. Weiterhin soll er die mecklenburgischen Güter Hagebök in Nordwest-Mecklenburg ab 1781 und Eichhorst besessen haben.

### Familie
Ahlefeldt war seit 1757 mit Sophie Charlotte von Bassewitz (1740–1775) vermählt. Aus der Ehe gingen sechs Kinder hervor:
- Balthasar von Ahlefeldt (1759–1780)
- Sophie Charlotte von Ahlefeldt (1762–1833), Hofdame bei Louise von Hessen-Kassel, ⚭ 1784 Rochus Carl zu Lynar (1745–1825), dänischer Generalleutnant
- Georgine Juliane von Ahlefeldt (1764–1821),

⚭I 1783 Detlev von Ahlefeldt (1747–1796), dänischer Kammerherr und Landrat;
⚭II 1796 Freiherr Ernst Eberhard Cuno Langwerth von Simmern (1757–1809), hannoverscher Brigadegeneral
- Meta Ernestine von Ahlefeldt (1765–1847), ⚭ [1785] Georg Friedrich August von der Wense (1745–1811), braunschweigischer Staats- und Justizminister, Oberappellationsgerichtsrat in Celle
- Heinrich Christopher von Ahlefeldt (1767–1802) Erbherr auf Steinhausen, ⚭ Birgitte Magdalene von Bonin (1773–1852)
- Sophie Wilhelmine von Ahlefeldt (1769–1846),

⚭I 1785 Freiherr Karl Christian Ludwig Langwerth von Simmern (1750–1803)
⚭II 1805 Hartwig Johann Christoph von Hedemann (1756–1816), hannoverscher Generalmajor